# Stěna z temnoty
Stěna z temnoty (anglicky "The Wall of Darkness") je sci-fi povídka spisovatele Arthura C. Clarka.
V angličtině vyšla např. ve sbírce s názvem The Nine Billion Names of God.

Povídka reflektuje autorův zájem o vyšší dimenze a o podstatu prostoru a času. Je založena na dvou myšlenkách:
- Möbiova páska
- Haldanova hypotéza - vesmír je ještě podivnější, než si dokážeme představit.

V americkém astronomickém časopise Sky & Telescope  se v září 1988 objevila tato pasáž:
Zákony fyziky malých energií a dokonce i dimenzionalita časoprostoru mohou být v každém z těch minivesmírů jiné...kvantové pole, z kterého se rodí vesmír, není v mikroskopickém měřítku rovnoměrné, ale spíše připomíná nehomogenní „chaotickou“ časoprostorovou pěnu.
Eugene F. Mallow, Samoreprodukující se vesmír, září 1988, str. 253-56
Arthur C. Clarke tuto pasáž předpojal svými úvodními větami povídky:
Mnohé a zvláštní jsou vesmíry, které plují jako pěnové bublinky řekou času. Některé - je jich velmi málo - se pohybují proti jejímu proudu nebo napříč něj; a ještě méně je těch, které jsou navždy mimo její dosah a nevědí nic o minulosti ani budoucnosti.
Arthur C. Clarke - Stěna z temnoty

## Příběh
Šervan, syn Šervala, žije na planetě, na níž dopadají paprsky hvězdy Trilorne. Místní civilizace již zapomněla mnoho dávných technologií, z nichž některé přetrvávají v mýtech. Obyvatelný je pouze pás světa mezi Ohnivou zemí na severu, kde paprsky Trilorne vytvářejí spalující horko, a Stínovou zemí na jihu, kde naopak vládne krutá zima. Šervana učí Grayle, vzdělaný a moudrý stařec, jenž vzdělával již 3 generace rodiny. Kdysi dávno se rodina přestěhovala ze vzdálených východních zemí a nejstarší syn z každé generace se vydával na pouť přes hory, aby strávil rok mezi svými bratranci. Mohl se tak seznámit s jinými zvyky a pochytit něco z vědění, jehož část je zde stále přechovávána.
Než se Šervan vydal na cestu, vzal jej otec kus na jih a z vysoké skály ve Stínové zemi mu daleko na obzoru ukázal Stěnu – záhadnou jižní hranici známého světa, kterou podle legend vybudovala dávná vyspělá civilizace. Aniž si to Šervan v tu chvíli uvědomil, tajemná Stěna se mu stala celoživotní výzvou, neboť nikdo neví, co leží za ní. O otázky bez odpovědí se zajímají jen filozofové a na tuto otázku mu odpověděl každý jinak. Grayle tvrdí, že za Stěnou je už jen šílenství, Artex má vysvětlení o posmrtném životě a Irgan tvrdí, že se zde nalézá země, v níž lidé žili před svým narozením.
Šervan odjíždí na východ, aby se zde setkal s rodinou a vzdělával. Sblíží se s Brayldonem, jehož otec je architektem a jenž touží jej následovat a překonat. Společně hovoří o mnoha věcech včetně Stěny. Brayldon mu říká, že zde lidé věří, že je to konec světa a za ní už nic není.
Šervan se vrací domů, ale zemětřesení strhlo kamenný most přes vodopád a tak musí zpět na východ. Spolu s Brayldonem se rozhodnou vydat se chladnou pustinou ke Stěně, aby ji prozkoumali. Je dokonale rovná, nesmírně vysoká a její absolutně černý materiál je zvláštní, chladný a kromě světla pohlcuje i zvuk. Brayldon se domnívá, že se nejedná o žádnou jim známou hmotu. Pokusem zjistí, že kolem Stěny je nekonečně tenká vrstva prázdnoty, která zabraňuje, aby ji někdo narušil.
Šervan se pak konečně dostává domů a shledává, že zemětřesení pohřbilo i jeho otce a další členy rodiny, a on se stal dědicem rozsáhlého panství. Rozumně hospodaří a rozmnožuje své hmotné statky, stává se nejbohatším mužem ve své zemi. Pak mu opět zbývá čas i na sny a jejich uskutečnění. Napíše Brayldonovi, jenž se mezitím stal slavným architektem (navrhl dvě největší budovy všech dob a také celé nové město), a požádá jej, aby postavil konstrukci ke zdolání Stěny. Brayldon souhlasí.
Práce na věži trvaly sedm let a nyní Šervan konečně stojí u horní hrany Stěny a vstupuje na ni. Vydává se sám do neznáma po jejím tmavém povrchu. Tma a chlad narůstá, slunce Trilorne za ním slábne rychleji, než by se čekalo, a do Šervanovy mysli vstupují pochybnosti:
„Co když byly historky pravdivé a Stěna byla vybudována proto, aby ukrývala před světem nějakou hrůzu?“
Nenechá se ale zviklat ve svém rozhodnutí přijít tajemství na kloub a pevným krokem pokračuje dál. Když Trilorne za jeho zády úplně zmizí, objevuje se v dáli před Šervanem nové slunce, jehož světlo sílí. Jde stále dál, až před sebou zase vidí hranu Stěny, a když na ní stane, shledá že je na stejném místě, odkud vyšel – u gigantického Brayldonova schodiště. V tu chvíli pochopí legendy o šílenství a proč dávní stavitelé zbudovali Stěnu – jejich svět na jihu končí prostorovým paradoxem a Stěna žádnou druhou stranu nemá.

## Česká vydání
Česky vyšla povídka v následujících sbírkách nebo antologiích:
- Zpráva o třetí planetě (Práce, 1982 [3])
- Devět miliard božích jmen (Práce, 2002 [4])
- Odvrácená strana nebe (Baronet, 2008)
- Zkazky z planety Země (Knižní klub 1996 a Baronet 1996, 2011 [5])

## Poznámka
Na motivu Möbiovy pásky je vystavěn také příběh v povídce Armina J. Deutsche „Podzemní dráha Möbius“.